# Olivia Hye (canção)
""Olivia Hye (também conhecido como o single Go Won & Olivia Hye) é o décimo segundo single do projeto pré-estreia do grupo sul-coreano LOOΠΔ. Foi lançado digitalmente em 30 de março de 2018 e fisicamente em 2 de abril pela Blockberry Creative e distribuída pela Vlending Corporation e Windmill ENT. It. Ele apresenta a integrante final do grupo, Olivia Hye, e contém duas faixas: o solo de Olivia Hye, intitulado "Egoist (feat. JinSoul)", e um dueto com Go Won com participação de HeeJin, chamado "Rosy".

## Lista de faixas
| N.º            | Título                                                    | Letras                         | Música                              | Arranjo                             | Duração |  |
| 1.             | "Egoist" (com partipação de Jinsoul)                      | 박지연 (MonoTree), Jaden Jeong | Artonic Waves, LAB301, PABLO GROOVE | Artonic Waves, LAB301, PABLO GROOVE | 4:07    |  |
| 2.             | "Rosy (Go Won e Olivia Hye)" (com participação de Heejin) | 달리                           | 빌리진, 김진형(BADD), Hickee        | 빌리진, 김진형(BADD)                | 3:14    |  |
| Duração total: | Duração total:                                            | Duração total:                 | Duração total:                      | Duração total:                      | 7:21    |  |

## Desempenho nas paradas
| Parada                   | Melhores posições | Vendas        |
| ------------------------ | ----------------- | ------------- |
| Gaon Weekly Album Chart  | 11                | - KOR: 8,801+ |
| Gaon Monthly Album Chart | 30                | - KOR: 8,801+ |